# Casanova (film, 1934)
Pour les articles homonymes, voir Casanova (homonymie).
Pour plus de détails, voir Fiche technique et Distribution.
Casanova est un film français réalisé par René Barberis en 1933, sorti en 1934.

## Synopsis
Libre variation sur les aventures amoureuses du célèbre séducteur vénitien Giacomo Casanova, aventurier ayant vécu au XVIIIe siècle.

## Fiche technique
- Réalisation : René Barberis
- Scénario :  René Barberis et Henri Fescourt
- Dialogue : Henri Fescourt
- Décors et costumes : Boris Bilinsky
- Photographie : Fédote Bourgasoff et Raoul Aubourdier
- Son : Robert Ivonnet
- Musique : Pierre Vellones et Walter Winnig
- Production : M.J. Films
- Pays d'origine :  France
- Format : Noir et blanc - Son mono - 1,37:1
- Genre : Comédie dramatique
- Durée : 99 min
- Date de sortie : 
  - France - 13 avril 1934
  - Le film a également été exploité au Danemark et en Finlande.

## Distribution
- Ivan Mosjoukine : Giacomo Casanova
- Jeanne Boitel : Anne Roman
- Saturnin Fabre : Binetti
- Madeleine Ozeray : Angelica
- Pierre Larquey : Pogomas
- Colette Darfeuil : Mme Corticelli
- Marguerite Moreno : Mme Morin
- Émile Drain : Cardinal de Bernis
- Jacques Normand : Bragadin, un inquisiteur
- Nicole de Rouves : Mme Manzoni
- Pierre Moreno : Castelbougnac
- Marthe Mussine : une servante
- Marcelle Denya : Madame de Pompadour
- Véra Markels : la femme du Gouverneur
- Jean Guitton : le Gouverneur
- Léda Ginelly : Mme Binetti